# Seguretat alimentària
|  | No s'ha de confondre amb Higiene alimentària, que fa referència a la gestió sanitària dels aliments.. |

El creixement de la producció d'aliments ha estat més gran que el creixement de la població. Font:: World Resources Institute.

La seguretat alimentària (en anglès food security) segons la definició de 2006 de l'organisme de les Nacions Unides per l'alimentació (FAO), existeix quan totes les persones tenen en tot moment accés físic, social i econòmic als aliments suficients, innocus i nutritius que satisfacin les seves necessitats energètiques diàries i les preferències alimentàries per a portar una vida sana i activa. Aquest concepte va aparèixer a la dècada de 1970 i ha anat evolucionant.
La seguretat alimentària depassa la noció d'autosuficiència alimentària i cal distingir-la del concepte de seguretat sanitària dels aliments, que forma part de la higiene i la innocuïtat dels aliments com també del manteniment de la seva salubritat.

## Dimensions
La seguretat alimentària comporta quatre dimensions :
- disponibilitat (producció interior, capacitat d'importació, d'emmagatzematge i ajuda alimentària);
- accés (no ha d'estar restringit per causes socials, depèn del poder adquisitiu i la infraestructura disponible);
- estabilitat (sense excessives variacions de preus, de l'oferta, de les infraestructures però també de l'estabilitat climàtica i política);
- salubritat, qualitat (higiene, principalment accés a l'aigua).

## Quantitat suficient i necessària

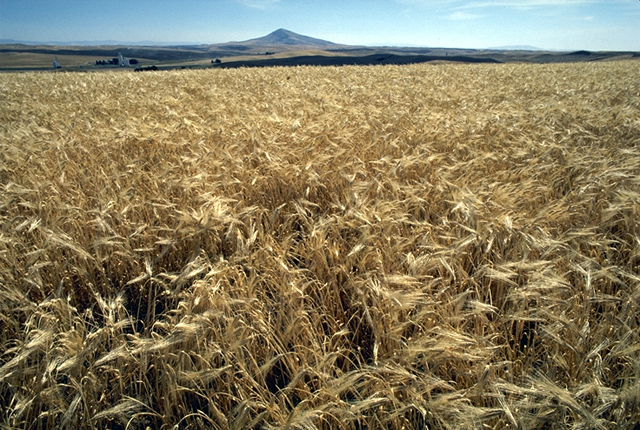
Camp d'ordi, cereal destinat principalment a alimentació animal.

Al decurs de la segona meitat del sgle XX la producció alimentària mundial per habitant ha augmentat un 25%, mentre que els preus han disminuït al voltant del 40%. Per exemple, entre 1960 i 1990, la producció total de cereals ha passat de 420 a 1.176 milions de tones per any.
S'estima que la població mundial serà, el 2050, de 8.900 milions de persones. L'any 2000, 790 milions de persones al món patien fam. Els habitants de 33 països consumien menys de 2.200 kcal al dia. D'altra banda des de 2006 al món hi ha més persones amb sobrepès que malnutrits
La seguretat alimentària no s'adquireix necessàriament a partir del moment que l'oferta alimentària és suficient. D'una manera general les dones i els infants són els que pateixen un major dèficit alimentari.

## Qualitat suficient i necessària
La gestió de la qualitat exigeix tenir identificats els riscs i els perills, en tot el procés de producció i consum i prendre les mesures per limitar l'expressió dels riscs (per exemple, la intoxicació alimentària).
A Europa, la Directiva 93/43/CE relativa a la higiene dels aliments preconitza el mètode APPCC (sigles en anglès:HAPPC),:Anàlisi dels perills i punts de control crític per tal d'identificar tots els aspectes determinants per la seguretat dels aliments i per vetllar que els procediments de seguretat apropiats s'estableixin, es facin i s'actualitzin".
El Codex alimentarius és la principal referència internacional

## Factors d'inseguretat alimentària
- Dificultat en accedir a l'aigua amb avanç del desert (desertificació) i disminució de les fonts d'aigua dolça i d'aigua potable.,[4]
- Degradació de sòls
- Canvi climàtic
- Explosió demogràfica
- Epidèmies
- Governs inapropiats